# Араменго
Араменго (итал. Aramengo) — коммуна в Италии, располагается в регионе Пьемонт, в провинции Асти.
Население составляет 616 человек (2008 г.), плотность населения составляет 54 чел./км². Занимает площадь 11 км². Почтовый индекс — 14020. Телефонный код — 0141.
Покровителями коммуны почитаются святые Иоаким и Анна, празднование 26 июля.

## Демография
Динамика населения:

## Администрация коммуны
- Официальный сайт: